# Manto litosférico subcontinental

Corte de la Tierra desde el núcleo hasta la corteza, la litosfera comprende la corteza y el manto litosférico (el detalle no está a escala)

El manto litosférico subcontinental (SCLM, del inglés subcontinental lithospheric mantle) es la parte sólida superior del manto terrestre asociado con la litosfera continental. 
La comprensión moderna del manto superior de la Tierra es que hay dos componentes distintos: la parte litosférica y la astenosfera. La litosfera, que incluye las placas continentales, actúa como un sólido frágil, mientras que la astenosfera es más caliente y más débil debido a la convección del manto. El límite entre estas dos capas tiene una base reológica y no es necesariamente una función estricta de profundidad. Específicamente, la litosfera oceánica (litosfera debajo de las placas oceánicas) y la litosfera subcontinental, se define como una capa límite mecánica que se calienta por conducción y la astenosfera es una capa adiabática convectiva. A diferencia de la litosfera oceánica, que experimenta tasas más rápidas de reciclaje, la litosfera subcontinental es químicamente distinta, fría y más antigua. Esto se tradujo en las diferencias entre el SCLM y el manto litosférico oceánico. 
Hay dos tipos diferentes de litosfera subcontinental que se formaron en diferentes momentos de la historia de la Tierra: el manto subcontinental arqueo y fanerozoico. 

## Manto subcontinental arqueo
La litosfera arquea se agota fuertemente en los indicadores de fusión fértil como CaO y Al2O3. Este agotamiento en los elementos principales debería ser consecuencia de la formación de la litosfera arqueana. Los elementos traza son abundantes en la litosfera arquea en relación con MORB (que toma muestras del manto superior moderno) y han sido muestreados por la datación por isótopos Re-Os de peridotitas y ofiolitas. La composición de elementos trazas de estos xenolitos sugiere una mezcla entre las dos capas diferentes del manto subcontinental. Particularmente, la teoría para la eliminación de la litosfera subcontinental arqueana debajo de la corteza continental arquena a través de la delaminación ayuda a explicar los xenolitos de manto-peridotita encontrados en el extinto arco de Sierra Nevada. Aunque hay evidencia de la preservación de la litosfera arquea, existe una controversia sobre la preservación del manto arquea, para lo cual se habría derivado la litosfera arquea. 
La formación del SCLM arqueo es enigmática. Una de las primeras teorías de que la fusión de komatiita formó el SCLM Arqueo no explica cómo las komatiitas, que se forman en ambientes cálidos y profundos, crean un reservorio que es poco profundo y frío. Otro modelo de formación del SCLM arqueo sugiere que el SCLM se formó en un entorno de subducción en el que se creó una nueva corteza Arquea a través de la fusión de losas. Si el manto primitivo es la composición inicial para este evento de formación de SCLM, la losa de subducción se compondría de corteza TTG, entonces la eliminación de la fusión basáltica y el enriquecimiento de la cuña del manto con fundiciones felsicas podría explicar la formación de la litosfera subcontinental arqeana agotada. Para obtener más información, vea Subducción arquea. 

## Manto subcontinental fanerozoico
Se entiende bien que el mecanismo de subducción de arco es la ubicación donde se forma la nueva corteza continental y es presumiblemente también el sitio de la génesis del manto subcontinental. En primer lugar, las losas de la corteza oceánica hidratada comienzan a subducirse, lo que libera fluidos (metamorfismo de la zona de subducción) a la cuña del manto de arriba. La subducción continua de la losa conduce a una mayor hidratación del manto, lo que provoca una fusión parcial en la cuña del manto. Se espera entonces que el manto subcontinental moderno sea una antigua cuña de manto agotado por fusión. Si la conexión entre la corteza continental y el manto litosférico subcontinental no existe, y más bien un proceso de la Tierra diferente formó ambos depósitos, entonces complica aún más los mecanismos de cómo se formó el manto subcontinental arqueo. 